# 웨스턴 칼리지 텍사스
웨스턴 텍사스 칼리지(Western Texas College, WTC)는 1969년 설립된 지역사회 대학으로, 미국 텍사스 스커리군 스나이더에 위치해 있다. 주 캠퍼스 외에도 이 칼리지에는 다운타운 스나이더 지역이 두 군데 있다. 광장 쪽 칼리지는 성인 교육에 초점을 두고 있다. 오퍼튜니티 센터(Opportunity Center)는 노동 훈련과 직업 기술 개선에 초점을 둔다. 대략 2,300명이 재학 중인 웨스턴 텍사스 칼리지는 원격 교육부를 제공한다.